# Метаніловий жовтий
Метаніловий жовтий (англ. Metanil Yellow) — органічна сполука, барвник класу азобарвників. Має вигляд жовтого порошку, розчинного у воді і спирті. 

## Властивості
Кристали жовтого або жовто-коричневого кольору. Молярна маса становить 375,38 г/моль. Розчинний у воді і етанолі, погано розчинний в етері і бензолі.

## Отримання
Метанілову кислоту діазотують, потім отриману діазосполуку поєднують із дифеніламіном.

## Застосування
В аналітичній хімії його використовують як індикатор рН, оскільки він змінює колір з червоного на жовтий між рН 1,2 і 3,2.
Хоча це недозволений харчовий барвник, через його яскраво-жовтий колір, метаніловий жовтий використовується як домішка до порошку куркуми і архар даль, зокрема, в Індії.

## Безпечність
Дослідження на тваринах показали, що метаніловий жовтий є нейротоксичним та гепатотоксичним.
Особливу небезпеку становить пил барвника, який викликає подразнення слизових оболонок і шкіри, призводить до появи дерматитів.

## Приімітки
1. 1 2 3 4  Фрайштат, Д. М. (1980). Реактивы и препараты для микроскопии (російська) . Москва. с. 216.
2. ↑  Dhakal, S; Chao, K; Schmidt, W; Qin, J; Kim, M; Chan, D (2016). Evaluation of Turmeric Powder Adulterated with Metanil Yellow Using FT-Raman and FT-IR Spectroscopy. Foods. 5 (2): 36. doi:10.3390/foods5020036. PMC 5302347. PMID 28231130.{{cite journal}}:  Обслуговування CS1: Сторінки із непозначеним DOI з безкоштовним доступом (посилання)
3. 1 2  Nagaraja, T. N; Desiraju, T (1993). Effects of chronic consumption of metanil yellow by developing and adult rats on brain regional levels of noradrenaline, dopamine and serotonin, on acetylcholine esterase activity and on operant conditioning. Food and Chemical Toxicology. 31 (1): 41—4. doi:10.1016/0278-6915(93)90177-z. PMID 8095244.
4. ↑  Nath, P. P., Sarkar, K., Tarafder, P., Mondal, M., Das, K. and Paul, G (2015). Practice of using metanil yellow as food colour to process food in unorganized sector of West Bengal (PDF). International Food Research Journal. 22 (4): 1424—1428. Архів оригіналу (PDF) за 13 липня 2020. Процитовано 13 травня 2021.
5. ↑  «Common food adulterants in India»,  [Архівовано 23 квітня 2021 у Wayback Machine.]India Today, New Delhi, October 19, 2018
6. ↑  Saxena, B; Sharma, S (2015). Food Color Induced Hepatotoxicity in Swiss Albino Rats, Rattus norvegicus. Toxicology International. 22 (1): 152—157. doi:10.4103/0971-6580.172286. PMC 4721164. PMID 26862277.{{cite journal}}:  Обслуговування CS1: Сторінки із непозначеним DOI з безкоштовним доступом (посилання)